# Пандемія грипу H1N1 (2009) в Україні
Пандемія грипу у 2009 році — глобальний спалах нового штаму підтипу вірусу A/H1N1, вперше ідентифікованого у квітні 2009 року, офіційно названого ВООЗ «грип А(H1N1) — пандемічний», також відомого як «свинячий грип». Спалах хвороби був помічений у Мексиці і швидко поширився світом. 11 червня 2009 року ВООЗ оголосила спалах пандемією. Переважна більшість хворих мала м'які симптоми, але деякі люди були у групі риску і мали більш серйозні наслідки; у цю групу людей входили хворі на астму, діабет, ожиріння, серцево-судинні захворювання, а також вагітні і люди зі слабкою імунною системою. У рідких важких випадках, через 3-5 днів після прояву симптомів, стан хворого швидко погіршувався, часто до дихальної недостатності. Хоча спершу епідемія не дуже зачепила Україну, але на початку листопада 2009 року було зафіксовано спалах вірусу на Західній Україні, що призвело до закриття публічних закладів і заборони зборів на три тижні.
Станом на грудень 2009 року з початку епідемії в Україні захворіло більше двох мільйонів людей і більше 500 хворих померло через грип або схожі на грип хвороби та їх ускладнень(пневмонія) з 46 мільйонів жителів України. Україна посіла 8 місце серед країн Європи за рівнем інфікування свинячим грипом.
Згідно з міністром юстиції України Миколою Оніщуком, епідеміологічна ситуація у період з жовтня до грудня 2009 року не вплинула на смертність в Україні.
В Україні є дві лабораторії, здатні ідентифікувати штами грипу.

## Хронологія

### Перші випадки
Перший випадок зараження вірусом в Україні було вперше підтверджено 5 червня 2009 року. Хворим виявився 24-річний громадянин України, який прилетів з Нью-Йорку через Париж до міжнародного аеропорту «Бориспіль» у Києві 29 травня 2009 року. Ще до цього було заборонено імпорт свинини та живих свиней з усіх країн, уражених вірусом, починаючи з 21 квітня 2009 року.
Другий випадок свинячого грипу в Україні було зафіксовано 29 вересня 2009 року.

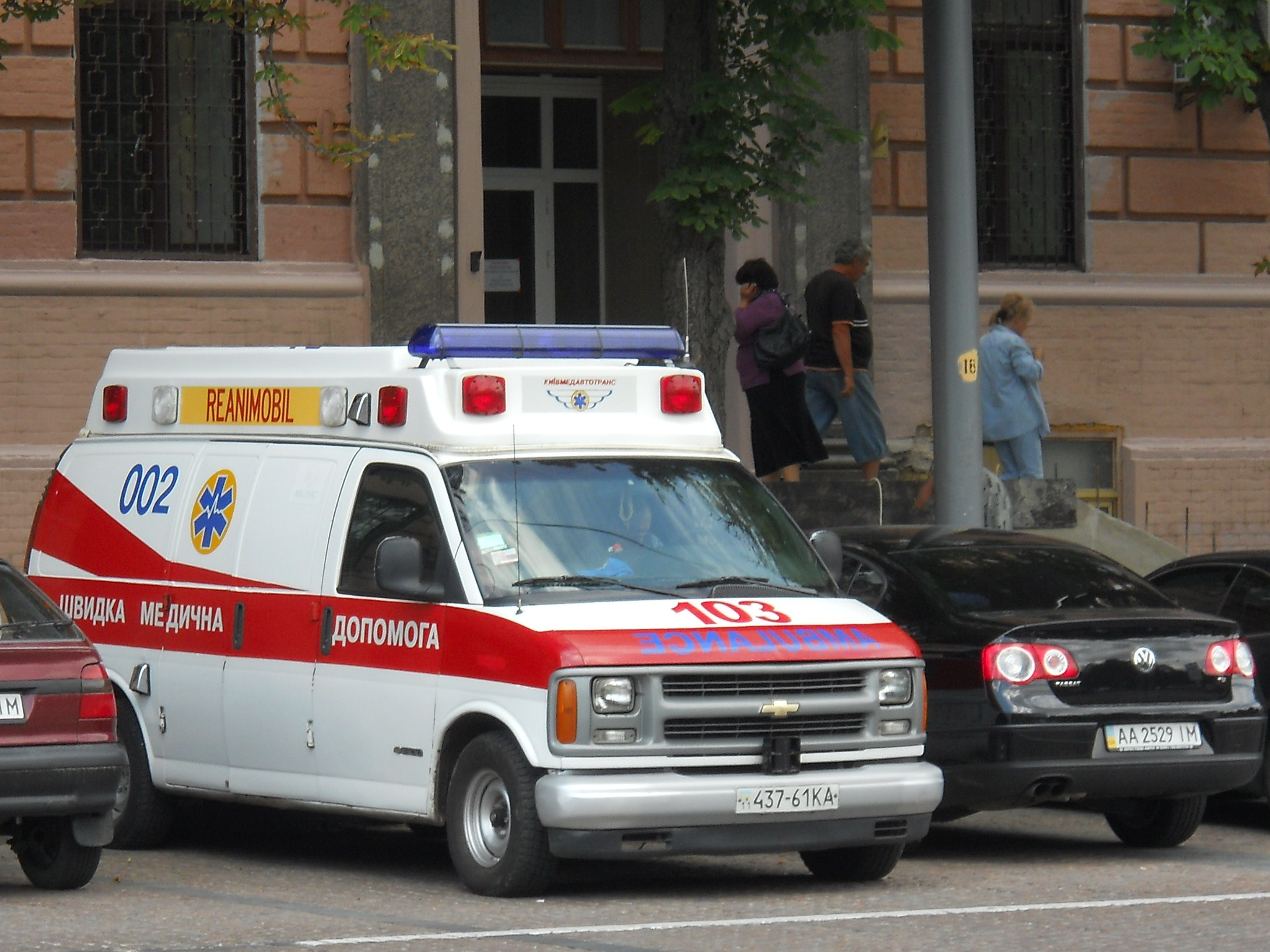
Карета швидкої допомоги у Києві

### Епідемія грипу

#### Жовтень 2009
27 жовтня 2009 року було оголошено про спалах хвороби, схожої на грип, що призвів до смерті 7 людей у Тернопільській області. Школи й університети у Тернополі були закриті.
30 жовтня 2009 року Міністерство охорони здоров'я України підтвердило 11 нових випадків свинячого грипу та першу смерть від нього. Було оголошено про епідемію й у 9 областях України було оголошено про початок карантину. 5 листопада карантин було оголошено також у Кіровоградській області. Через спалах хвороби було заборонено публічні збори (включаючи кінотеатри) по всій країні та всі учбові заклади були закриті на три тижні. Призов на військову службу також було тимчасово припинено і Професіональна футбольна ліга України перенесла футбольні матчі першої та другої ліги.

#### Листопад 2009
1 листопада 2009 року зі Швейцарії було доставлено велику партію препарату Таміфлю для безкоштовного розповсюдження до лікарень.
2 листопада, згідно запиту України, ВООЗ прислала команду з дев'яти експертів, щоб визначити, чи той самий штам свинячого грипу став причиною смерті 70 людей, які нещодавно померли від ГРВІ в Україні.
Згідно з МОЗ України, станом на 2 листопада 2009 року, кількість людей, які померли від грипу чи респіраторних хвороб, досягла 60, кількість хворих грипом — 200 000 людей, і 22 хворих отримали позитивні тести на свинячий грип. 5 листопада Міністерство повідомило, що кількість померлих від грипу чи пов'язаних з ним хвороб сягнула 95. 15 з 31 зразка, відправлених до лабораторії у Лондоні для аналізу на вірус H1N1, виявилися позитивними.
Станом на 6 листопада 2009 року, було підтверджено 28 випадків свинячого грипу в Україні. 13 з них було виявлено у тих, хто вже помер. МОЗ України розрахувало, що Україні потрібно 12,5 мільйонів вакцин від свинячого грипу. 10 листопада 2009 року кількість підтверджених випадків сягнула 67. Однак, померла лише ще одна людина. 1 031 587 людей в Україні підхопили грип або хворобу, схожу на грип, і з них 52 742 людини було госпіталізовано на момент звіту. Так як від ГРВІ померли 174 людини та інші пацієнти вилікувалися, ця цифра є меншою, ніж загальна кількість госпіталізованих через грип та хвороби, схожі на грип.
На той час було вирішено ввести правило, що у випадку, коли хоча б одна людина отримала позитивний результат тесту на свинячий грип у області, то всіх людей у цій області з діагнозом «грип» лікуватимуть від свинячого грипу.
17 листопада 2009 року ВООЗ оголосила, що не було значної різниці між штамом пандемії грипу H1N1 і протестованими українськими штамами.
З 18 листопада 2009 року МОЗ припинило публікувати окрему статистику випадків грипу A/H1N1. 20 листопада обласним органам влади були надані повноваження за потреби відмінити карантинні заходи у вищих навчальних закладах.
23 листопада знову відкрилися навчальні заклади у областях, де не було досягнено епідемічного порогу для грипу та респіраторних інфекцій; наприклад, 23 листопада усі навчальні заклади та дитячі садочки у Києві повернулися до роботи.

#### Грудень 2009
Станом на 2 грудня 2009 року 445 людей померло від грипу або хвороб, схожих на грип; усього було госпіталізовано 116 982 людини з початку епідемії (29 жовтня 2009 року). На той момент вже 93 213 людей були виписані з лікарень. Епідемічний поріг був перевищений лише у Закарпатській і Хмельницькій областях.
Станом на 7 грудня 2009 року захворіло більше 2 мільйонів людей з початку епідемії і 88 пацієнтів у той час знаходилися в інтенсивній терапії.
Станом на 8 грудня 2009 року 468 людей померло від грипу або хвороб, схожих на грип, і їх наслідків (пневномонія); усього було госпіталізовано 128 851 людина з початку епідемії; з них з лікарень виписалося вже 102 510 людей. Епідемічний поріг був перевищений у Вінницькій, Дніпропетровській, Кіровоградській, Сумській та Луганській областях.
У грудні 2009 року українські чиновники і ВООЗ попередили про другу і третю хвилю епідемії грипу наприкінці грудня 2009 року і на початку 2010 року.
Станом на 28 грудня 2009 року 652 людини померло з початку епідемії; 258 людей ще знаходилося в інтенсивній терапії. Більше ніж 200 тис. людей було госпіталізовано. Наприкінці грудня 2009 року спостерігалося підвищення активності грипу у Донецькій і Луганській областях.
Загалом, наприкінці грудня 2009 року поширення гострих респіраторних інфекцій у три рази перевищило захворюваність попереднього року в Україні.

#### Січень 2010
Станом на 8 січня 2010 року, згідно з ВООЗ, все ще спостерігалася висока активність поширення вірусу A/H1N1 в Україні та у деяких інших країнах Східної Європи. Станом на 23 січня МОЗ очікувало другу хвилю грипу та респіраторних інфекцій на початку лютого 2010 року.
12 січня 2010 року кількість померлих від грипу та хвороб, схожих на грип, зросла до 940 людей; епідемічний поріг був перевищений у Дніпропетровській, Луганській, Полтавській, Сумській області та в АР Крим. 21 січня 2010 року ця кількість зросла до 1 019 людей; епідемічний поріг був перевищений у Дніпропетровській, Луганській, Полтавській і Сумській областях.

## Епідеміологія
Згідно з головним державним санітарним лікарем України Олександром Біловолом, масова відмова українців вакцинуватися (після того, як нібито декілька людей померло від вакцин у 2008 і 2009 роках) частково стала причиною епідемії.
Згідно з українськими лікарями, Кабінет Міністрів України не надав ніякої публічної інформації та не прийняв жодних запобіжних заходів від поширення пандемії. У листопаді ВООЗ похвалила український уряд за прийняті заходи для запобігання поширення епідемії грипу в Україні. Згідно з опитуванням, проведеним Інститутом соціальної та політичної психології НАПН України у листопаді 2009 року, громадяни України переважно негативно відносилися до запобіжних заходів, прийнятих урядом. За результатами опитування, 49,8% респондентів негативно оцінили дії уряду України (37,4% оцінили позитивно); 44,8% негативно оцінили дії МОЗ (28,1% — позитивно); 57,4% негативно оцінили дії президента й Офіс Президента України (18,8% — позитивно); 50,4% негативно оцінили дії Верховної Ради України (18,6% — позитивно).
Українські аналітики припускають, що політики, особливо президент Віктор Ющенко та прем'єр-міністр Юлія Тимошенко намагалися використати епідемію грипу, щоб отримати політичну прихильність громадян на наступних президентських виборах; вони це заперечили. За результатами опитування, проведеного неурядовою компанією Research & Branding Group, більшість українців вважала, що епідемія грипу не вплине на результати виборів. Згідно з опитуванням, проведеним у листопаді 2009 року компанією «ФОМ-Україна», 33,3% українців вважали, що паніка щодо епідемії грипу найбільше допомогла прем'єр-міністру Юлії Тимошенко, 28,7% вважали, що паніка позитивно вплинула на всіх політиків. Щодо причини паніки, 45,6% опитуваних вказали ЗМІ, 20,3% — представників уряду.
Згідно з МОЗ України, середня кількість летальних випадків на добу з причини грипу була меншою, ніж у 2008 році (середня кількість — 18 осіб).
Під час пандемії українці почали споживати цибулю та часник (у листопаді 2009 року у Львові ціна на часник швидко зросла), вітаміни, проводити більше часу вдома і вживати алкогольні напої, щоб захиститися від грипу.
Станом на середину грудня 2009 року, Верховна Рада України виділила близько 600 мільйонів гривень на боротьбу з епідемією грипу в Україні.

## Порівняння з іншими країнами Європи
Згідно з даними, зібраними у 43 країнах Європи, 13 листопада 2009 року ВООЗ оголосила, що Україна посіла 8 місце за рівнем інфікування вірусом A/H1N1 серед європейських країн (після Норвегії, Швеції, Болгарії, Молдови, Ісландії, Ірландії та Росії). Крім того, Білорусь, Казахстан, Польща, деякі регіони Росії, Північна Ірландія, Туреччина, Фінляндія та Україна мали найвищий рівень захворюваності грипом штаму A/H1N1.
Згідно з представником ВООЗ в Україні Юкка Пуккіла, не було значної різниці між рівнем інфікування вірусом A/H1N1 в Україні та в інших країнах. Тести ВООЗ зразків вірусу H1N1, взятих в українських пацієнтів, не виявили ніяких ознак мутації вірусу.
Загалом, 22 країни допомогли Україні у боротьбі з епідемією грипу.